# David Addy
David Nii Addy (Prampram, 21 februari 1990) is een Ghanees voormalig voetballer die doorgaans speelde als linksback. Tussen 2005 en 2023 was hij actief voor International Allies, All Stars, Randers, FC Porto, Académica Coimbra, Panetolikos, Vitória, Waasland-Beveren, Delhi Dynamos, RoPS Rovaniemi, FK Riga, Ilves en Tammeka Tartu. Addy maakte in 2008 zijn debuut in het Ghanees voetbalelftal en kwam uiteindelijk tot eenentwintig interlandoptredens.

## Clubcarrière
Addy begon zijn carrière in de jeugd bij SC Adelaide en via International Allies en All Stars kwam de Ghanese linksback in 2008 in Europa terecht, waar hij bij het Deense Randers ging spelen. In Denemarken was hij twee seizoenen actief en hij speelde vierentwintig competitiewedstrijden. Op 1 februari 2010 werd de verdediger overgenomen door FC Porto, waar hij voor drieënhalf jaar tekende. Bij Porto kwam Addy echter niet veel in actie en hij werd later achtereenvolgens voor de duur van één seizoen verhuurd aan Académica en Panetolikos.
Op 30 september 2012 werd de Ghanees overgenomen door Vitória, waar hij voor twee jaar tekende. In 2013 won hij de Taça de Portugal met Vitória. Een jaar daarna maakte Addy de overstap naar Waasland-Beveren, waar hij voor twee jaar tekende. Deze twee jaar zou hij niet volmaken, want in 2015 verliet hij de club weer. Hierna was hij op proef bij New England Revolution en Aarhus GF, maar beide proefperiodes leidden tot niets.
In september 2016 tekende de linksachter voor een half jaar bij Delhi Dynamos. In maart van het volgende jaar verkaste Addy naar RoPS Rovaniemi. In Finland speelde hij vijftien competitiewedstrijden, waarna hij in juni weer vertrok. Hierop tekende hij bij FK Riga. Eind december gingen club en speler uit elkaar na slechts één invalbeurt. In de zomer van 2018 liep hij stage bij Portimonense, maar hij kon niet genoeg overtuigen voor een contract.
Addy keerde in januari 2019 terug naar Finland, waar hij voor Ilves ging spelen. Een jaar later vertrok hij bij Ilves. Hierop zat Addy ruim twee jaar zonder club, voor hij een contract tekende bij Tammeka Tartu, voor het restant van het kalenderjaar. In januari 2023 besloot Addy op tweeëndertigjarige leeftijd een punt te zetten achter zijn actieve loopbaan.

## Interlandcarrière
Addy debuteerde in het Ghanees voetbalelftal op 23 mei 2008. Op die dag werd een vriendschappelijke wedstrijd tegen Australië met 1–0 verloren. De verdediger begon op de bank en viel tien minuten voor tijd in voor Emmanuel Badu.

## Erelijst
| Competitie       |          |          |          |          |
| Competitie       | Aantal   | Jaren    |          |          |
| FC Porto         | FC Porto | FC Porto | FC Porto | FC Porto |
| ---------------- | -------- | -------- | -------- | -------- |
| Taça de Portugal | 1        | 2009/10  |          |          |
| Vitória          |          |          |          |          |
| Taça de Portugal | 1        | 2012/13  |          |          |